# 小林創
小林 創（こばやし はじめ、1964年〈昭和39年〉4月11日 - ）は、元ジェイアール東海髙島屋代表取締役会長。
2024年6月28日JR東海リテイリング・プラス 代表取締役社長。

## 経歴
東京都出身。1989年3月中央大学法学部卒業、1989年4月東海旅客鉄道（以下、JR東海）入社。
2002年7月同関西支社管理部人事課長。2005年7月ジェイアール東海パッセンジャーズ総務部長出向。
2008年6月JR東海関西支社管理部長。2011年7月東海キヨスク取締役名古屋統括部長出向。2013年7月同取締役営業本部長。2014年6月ジェイアール東海静岡開発代表取締役社長。
2018年6月JR東海執行役員事業推進本部副本部長。2020年6月同取締役常務執行役員事業推進本部長。
2021年6月ジェイアール東海髙島屋代表取締役会長。
2024年6月28日JR東海リテイリング・プラス 代表取締役社長就任。